# Титанік (фільм, 1997)
«Тита́нік» (англ. Titanic) — художній фільм-катастрофа 1997 року, режисера, сценариста, співпродюсера та співмонтажника Джеймса Камерона. У фільмі знято загибель лайнера Титанік. Головні ролі зіграли Кейт Вінслет (Роуз Дьюїтт Б'юкейтер) та Леонардо ДіКапріо (Джек Доусон). Герої фільму, з різних соціальних верств, закохалися одне в одного на борту зловісного корабля, який здійснює свій рейс через північну Атлантику у 1912 році.
Прем'єра фільму в США відбулася 19 грудня 1997 року. Дистриб'ютором фільму в Північній Америці була компанія Paramount Pictures, а в решті світу — 20th Century Fox. Бюджет становив 200 мільйонів доларів США, рекордний для свого часу. Титанік встановив рекорд найкасовішого фільму за всю історію кінематографу, зібравши в прокаті в усьому світі понад 1,8 мільярда доларів, і утримував його протягом 12 років, поки цей рекорд не було перевищено фантастичним фільмом Аватар (2009), який також зняв Камерон. Крім цього фільм очолював американський бокс-офіс 15 тижнів поспіль, що зробило його другим фільмом після картини Іншопланетянин (1982) (протримався 16 тижнів), що перебував на цій позиції найдовше за всіх. В Україні стрічку вперше було показано у лютому 1998 року.
1998 року Титанік було висунуто на здобуття премії Оскар у 14 номінаціях, з яких він переміг у 11, зокрема Найкращий фільм та Найкращий режисер. Титанік є рекордсменом за кількістю отриманих нагород Оскар поряд із такими фільмами як Бен-Гур (1959) та Володар перснів: Повернення короля (2003). Також, разом з фільмом Все про Єву (1950), є рекордсменом за кількістю номінацій на Оскар.
Саундтрек до фільму, написаний Джеймсом Горнером, потрапив до числа найпродаваніших у світі альбомів, розійшовшись тиражем у понад 30 млн копій. Заголовна пісня фільму My Heart Will Go On у виконанні Селін Діон стала однією з найпопулярніших за всю історію музики, здобула численні нагороди і принесла світову славу Селін.
До 100-ї річниці з часу аварії лайнера Титанік, фільм було перевидано у форматі 3D. У світовий прокат 3D-версія вийшла 4 квітня 2012 року, в український — 5 квітня 2012. Загалом Титанік у 3D-релізі зібрав 342 млн $, таким чином загальні збори фільму досягли 2,1 мільярда доларів США.

## Сюжет
1996 року шукач скарбів Брок Лаветт і його команда опускаються на дно Атлантичного океану на особливих глибоководних субмаринах і досліджують затонулий лайнер Титанік. На глибині знайдено сейф, у якому, як вони припускали, мав бути легендарний скарб. Знахідку підійняли на поверхню й відкрили, але виявили самі лише документи. Серед них знайдено добре збережений портрет, зроблений олівцем і датований 14 квітня 1912 року. На малюнку, підписаному ініціалами JD, зображено вродливу оголену дівчину, що лежить на дивані. Дослідники помітили, що на шиї дівчини зображено діамантове кольє «Серце океану» — саме той скарб, який вони й шукають.
Тим часом Роуз Доусон Келверт (дівоче ім'я — Роуз Дьюїтт Б'юкейтер), літня, але ще сповнена життєвої енергії 101-річна жінка звертає увагу на повідомлення телеканалу CNN про цю експедицію та бачить по телевізору портрет оголеної жінки. Вона телефонує мисливцю за скарбами Броку Лаветту і повідомляє йому, що знає про діамант «Серце океану» і про те, ким є та вродлива молода дівчина на портреті: «О, так. Ви не повірите, адже це я». Роуз у супроводі своєї онуки Ліззи Келверт вилітає до місця занурень на науково-дослідне судно «Академік Мстислав Келдиш», яке використовується Лаветтом і його командою, та починає розповідь про останні події на Титаніку, свідком яких вона була.

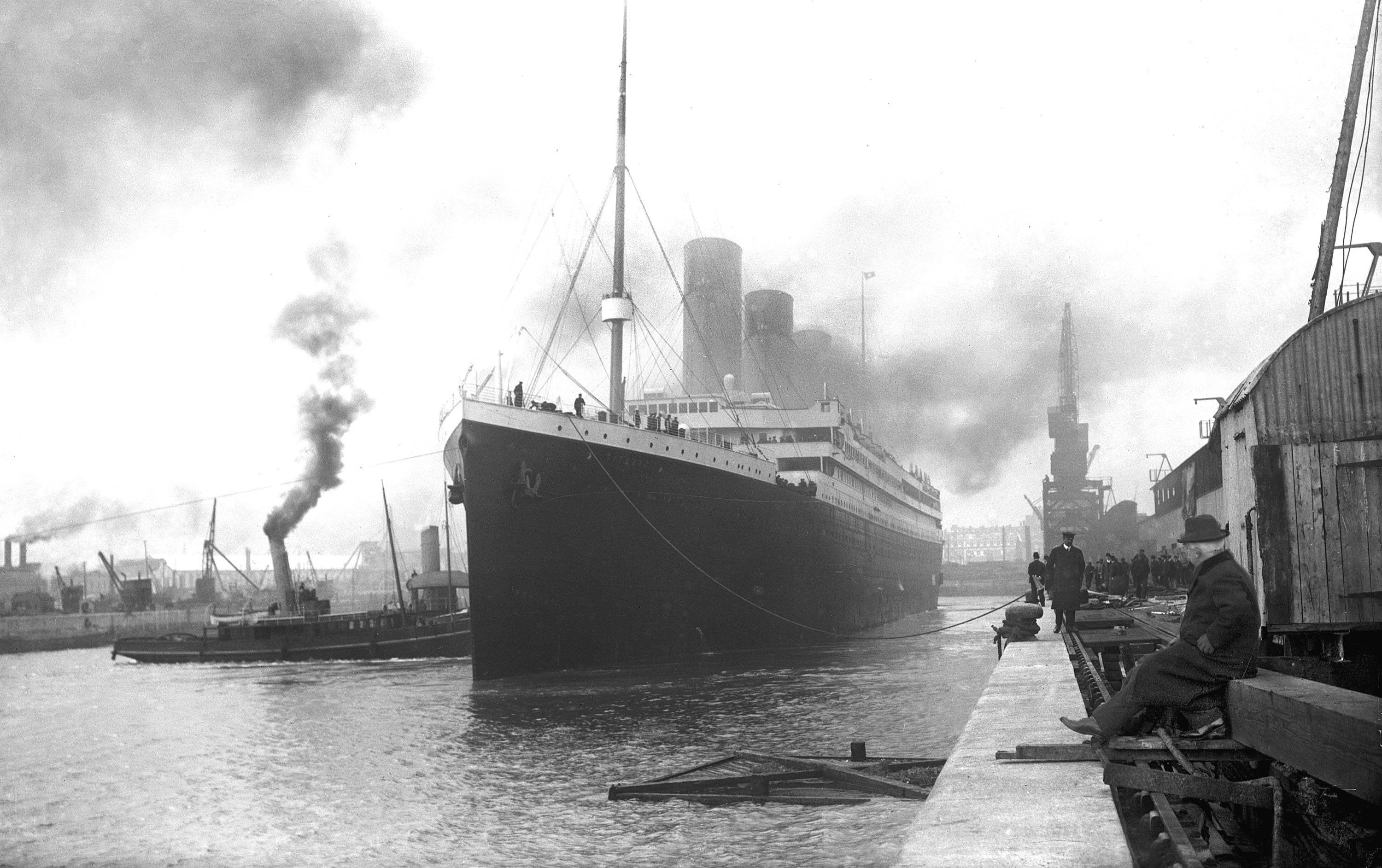
Титанік у порті Саутгемптона. Оригінальна фотографія.

10 квітня 1912 року сімнадцятирічна Роуз опиняється на борту корабля в каютах першого класу разом з матір'ю на ім'я Рут Дьюїтт Б'юкейтер і нареченим — промисловцем Каледоном (Келом) Гоклі. Хоча Роуз не бажала, щоб Каледон став її чоловіком, проте її мати дуже прагнула цього шлюбу, зважаючи на скрутне фінансове становище їхньої родини. Тим часом Джек Доусон, безхатній художник, разом зі своїм найкращим другом Фабріціо де Россі виграють у покер квитки третього класу на судно  і опиняються на борту того ж лайнера.
Роуз, страждаючи від нав'язаного шлюбу, хоче вчинити самогубство — стрибнути в океан з корми судна. На щастя, Джек вчасно помітив це і зупинив її. Їх помітили члени команди Титаніка, які спочатку вважали, що відбувається насильство. Роуз пояснює їм, що це був нещасний випадок, Каледон дякує Джекові та запрошує його повечеряти з ними наступного вечора в ресторані першого класу на нижній палубі.
Між Джеком і Роуз зав'язується дружба: він показує їй свій альбом із художніми роботами. Їх стосунки стають глибшими, коли вони залишають пасажирів першого класу під час обіду й тікають до кают третього класу, де в самому розпалі відбувається святкування. Там вони зустрічають Фабріціо Де Россі і Томмі Райана, друзів Джека.

Портрет оголеної Роуз із діамантом «Серце Океану». Насправді намальований самим Джеймсом Кемероном, саме його руку видно у фільмі.

Джек закохується в Роуз, але відтоді, як Каледон і Рут дізнаються, де була дівчина, вони доручають охороні кают першого класу не впускати Джека до них. 14 квітня за допомогою Фабріціо та Томмі Джеку вдалося прокрастися на верхню палубу та поцупити пальто й капелюха, що й дозволило йому перебувати на палубі, не викликаючи підозри. Розмова з Роуз ні до чого не призводить, але пізніше Роуз зустрічає Джека на носі корабля. Вони, обійнявшись, дивляться на захід Сонця, останній для багатьох на кораблі. Трохи пізніше Роуз освідчується Джекові та просить, щоб він намалював її портрет — вона хоче позувати оголеною, лише з діамантом «Серце океану» на шиї; вона ховає картину разом з діамантом до сейфу. Спайсер Лавджой, охоронець Каледона, помічає Джека й Роуз разом і починає переслідувати їх, але втрачає слід біля входу в котельню. Перейшовши котельню, пара опиняється у вантажному відсіку, де зливається в обіймах у одному з автомобілів, який стояв у трюмі.
Тим часом, капітан Едвард Джон Сміт ігнорує численні попередження про айсберги на шляху судна, — і вночі, за наполяганням виконувача обов'язків директора «White Star Line» Джозефа Брюса Ісмея, Титанік перетинає води на великій швидкості. О 23:40 двоє спостерігачів бачать айсберг прямо перед Титаніком. Попри зусилля команди й інженерів, судно зачіпає айсберг — і вода починає надходити до відсіків корабля.
Каледон знаходить картину в своєму сейфі та здогадується, що Джек і Роуз закохані одне в одного. І тільки-но вони прибувають до Каледона, щоб повідомити про аварію, він звинувачує Джека в крадіжці діаманта, оскільки за його наказом Лавджой підкинув діамант до кишені пальто Джека, і наказує одному з поліцейських одягнути на нього наручники і замкнути його в каюті . Попри шанс урятуватися з потопаючого корабля разом зі своєю матір'ю в рятувальній шлюпці, Роуз тікає на пошуки Джека. Виконавчий директор компанії «Harland and Wolff» і конструктор Титаніка Томас Ендрюс пояснює їй, як дістатися до каюти, де перебуває Джек. Коли Роуз знаходить його, він просить покликати кого-небудь на допомогу. Роуз зустрічає двох чоловіків, але вони відмовляються допомогти. Тоді дівчина бере пожежну сокиру та звільняє Джека, розбиваючи наручники, у той час як каюту, де вони перебувають, починає повільно затоплювати вода.
Джек і Роуз дістаються великої сходової клітки, де перебувають інші пасажири, які намагаються пробратися на рівень вище, але стюард перекриває їм дорогу ґратами. Джек і Роуз залишають натовп і прямують до меншої сходової клітки, де вони зустрічають Фабріціо й Томмі: але й тут ворота замкнені, а члени екіпажу не дозволяють їм пройти. Джеку і його друзям все-таки вдається прорватися до верхньої палуби, де Каледон шукає Роуз.
На палубі офіцери Титаніка не дозволяють чоловікам сідати в рятувальні шлюпки, але Роуз відмовляється відпливати без Джека. Фабріціо та Томмі йдуть, щоб перевірити інший бік, а Джек і Каледон тимчасово об'єднуються, щоб переконати Роуз сісти у шлюпку, що вона й робить після недовгих умовлянь. У той час, як вони намагалися переконати її, Каледон віддав своє пальто Роуз, аби вона зігрілася, забувши, що він поклав діамант у кишеню. Тільки-но рятувальна шлюпка починає спускатися на воду, Роуз розуміє, що вона не може залишити Джека і вистрибує зі шлюпки назад на судно. Роуз і Джек зустрічаються на великих сходах, неподалік від Лавджоя та Каледона. У відчаї Каледон хапає пістолет Лавджоя і починає переслідувати Джека й Роуз сходами вниз, стріляючи в них. У Каледона закінчуються патрони, коли Джек і Роуз опиняються в ресторані. Він припиняє переслідувати їх, коли бачить, що приміщення майже затоплено.
Джек і Роуз знову шукають шлях на верхню палубу. Вони намагаються врятувати хлопчика, але марно — він помирає разом зі своїм батьком. На їхньому шляху опиняються інші замкнені ворота. Стюард намагається відкрити ґрати, але впускає ключі і тікає. Джек дістає ключі і відкриває ворота за мить до того, як вода повністю заливає коридор.
Тим часом палубу починає затоплювати, і залишаються тільки дві рятувальні шлюпки лівого борту. Перша шлюпка вже готова для спуску, у той час як друга перевернута догори дном. Каледон заплатив за місце у першому човні, а Томмі й Фабріціо намагаються пробратися до човна самостійно. Перший офіцер Вільям Мердок, який відповідає за спуск шлюпки, в паніці погрожує стріляти в будь-якого чоловіка, який спробує зійти до човна — він призначений лише для жінок і дітей. Коли Каледон намагається пройти на своє місце, офіцер не дозволяє йому сісти та кидає хабар йому в обличчя. Натовп підштовхує Томмі до човна, і Мердок стріляє в нього. Офіцер розуміє, що вбив невинного, і вчиняє самогубство, вистріливши собі в голову.
Каледон підбирає на кораблі маленьку дівчинку і, сказавши, що він батько-одинак, потрапляє у шлюпку. Рятується від загибелі також Ісмей. У цей час вода вже досягає палуби лайнера й оркестр починає грати останню пісню «Nearer, My God, to Thee». Багато людей втрачають надію на порятунок і чекають своєї смерті: капітан Сміт зачиняється на капітанському містку, Томас Ендрюс залишається в курильній залі, а сім'ї повертаються назад до кают, літня пара лежить на ліжку, поки вода заповнює їхню каюту, мама читає дітям казку, щоб вони заснули, розуміючи, що вони уже не прокинуться. У заповненій водою каюті Роуз плавають картини. Офіцери намагаються спустити на воду останню шлюпку, коли вода вже досягає великих сходів. Востаннє ми бачимо капітана Сміта у той момент, коли вода під тиском пробиває скло і затоплює капітанський місток.
Каледон бачить, що човен вже повний і більше нікого не витримає, та починає відбиватися від людей веслом. Фабріціо гине від падаючої димової труби під час спроби пробратися на човен.
Джек і Роуз тим часом пробиваються до верхньої палуби, але виявляють, що рятувальних шлюпок більше не залишилося. Не маючи інших варіантів порятунку, вони прямують до самісінького кінця кормової частини корабля, яка залишатиметься над водою найдовше. Великі сходи занурюються під воду, а скляний купол не витримує тиску води, тріскається, і вода затоплює весь зал. Усі люди, що були там, гинуть. Вода затоплює коридор першого класу, руйнуючи двері та інші меблі. Судно нахиляється так, що з води виринають гвинти корабля. Джекові й Роуз стає важко йти, святий отець Байлс молиться про спасіння душ пасажирів лайнера. Деякі з 1500 переляканих пасажирів і членів команди ризикують і стрибають з корабля, бажаючи допливти до рятувальних шлюпок, але більшість гине у крижаній воді океану.
Судно нахиляється настільки сильно, що будь-хто, хто не тримається за закріплені предмети або частини судна, зривається з палуби у воду. З полиць починає падати посуд. Люди з великою швидкістю зповзають вниз, а разом з ними стільці. Посуд починає падати швидше. Крісло в одній із кают перекидається, падаючи на стіл, який своєю чергою падає на ліжко і тягне його до низу. Корма підіймається все вище і вище. Люди на рятувальних шлюпках відпливають подалі від корабля. Чутно звуки биття посуду та гуркіт меблів. Люди стрибають у воду. Дехто вдаряється у гвинти корабля і помирає. Моллі Браун у шлюпці спостерігає за всім цим говорячи: «Боже правий». Відбувається коротке замикання, й усе освітлення на кораблі гасне. Через мить судно під власною вагою ламається навпіл. Корпус тріскається, від нього розлітаються дрібні уламки. Люди падають у середину корабля. Корма з величезною швидкістю падає вниз, здіймаючи великі хвилі. Проте дві його половини все ще з'єднані одна з одною кілем, тому корабель починає йти під воду вертикально. Джек і Роуз у цей час перебувають на вершині корми. Люди не мають сили триматися за поручні і падають вниз. Дехто вдаряється об предмети, а дехто падає один на одного. Але врешті-решт судно повністю занурюється у воду й усі, хто досі утримувався на ньому, опиняються у водах Північної Атлантики.
Джеку вдається знайти шмат дерев'яної обшивки, і він допомагає Роуз піднятися на неї. Але тут він розуміє, що двом на ній не вистачить місця. Час минає, але допомога не приходить. Крики стихають, чутно лише стогін і плач тих, хто ще не замерз на смерть у крижаній воді. Джек вимагає в Роуз обіцянку: вона мусить зробити все, аби вижити.

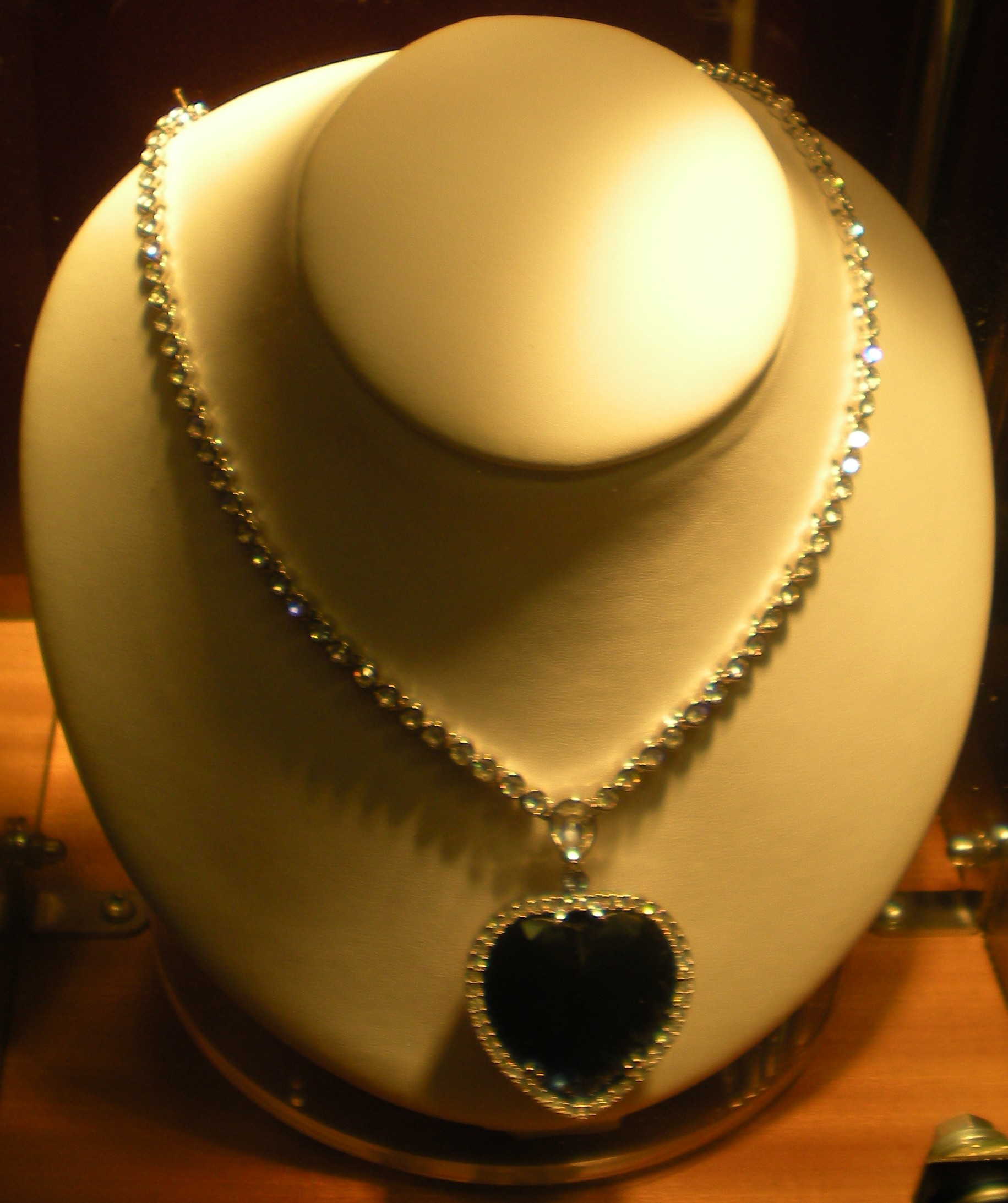
Діамантове кольє «Серце океану»

Настає тиша, і Роуз лягає на спину, хриплим голосом наспівуючи пісню, яку Джек співав їй. Одна з рятувальних шлюпок (номер 14) вирішує повернутися, щоб знайти кого-небудь із тих, хто вижив. Роуз чує віддалені крики і повертається до Джека, намагаючись розбудити його. Тут дівчина розуміє, що сталося найгірше — Джек замерз у холодній воді i помер. Вона плаче, бажаючи померти з ним, але згадує про свою останню обіцянку. Крізь сльози Роуз повторює: «Я ніколи не здамся, я обіцяю», — і відпускає його холодні пальці з рук — Джек занурюється в океан. Вона намагається кричати, щоб привернути увагу човна, але голос у неї зовсім пропав. Тоді дівчина бере свисток з тіла найближчої людини і, зібравшись із силами, дме у нього — її помічають і садять у шлюпку.
Ті, кому пощастило вижити, чекають у шлюпках на лайнер Карпатія, який незабаром має прибути до місця аварії й підібрати їх. На палубі Карпатії Роуз називає себе Роуз Доусон, пов'язуючи таким чином своє життя з Джеком назавжди. Після прибуття до Нью-Йорка Роуз виявляє в кишені пальто «Серце океану», яке Каледон поклав туди, коли судно почало тонути.
1996 року вже підстаркувата Роза йде на палубу Келдиша, і виявляється, що вона весь час зберігала «Серце океану». Ніким не помічена, вона підіймається на поручні корми і, зібравшись із силами, кидає діамант у темну Атлантику, де лежить її остання пам'ять про Джека. Вона вирішила, що місце діаманта — поруч з Титаніком.
У кімнаті Роуз глядачі бачать її фотографії, на одному зі знімків дівчина сидить на коні на пристані в Санта-Моніці — вони з Джеком мріяли побувати там разом. Роуз лягає в ліжко і спокійно поринає у темряву.
А в цей час перед глядачем постає кістяк Титаніка на дні океану. Зруйнований корпус раптово змінюється і стає таким, яким він був під час своєї першої та останньої подорожі. Стюард відчиняє двері від прогулянкової палуби до великих сходів, де всі, хто загинув на судні тієї ночі, посміхаються й вітають Роуз. На верхньому прольоті сходів Джек дивиться на годинник так, як він робив це раніше, коли чекав на Роуз. Годинник показує 02:20, тобто наступну хвилину після загибелі корабля. Джек повертається і, посміхаючись знову молодій Роуз, подає їй руку. Вони цілуються, і натовп їх вітає, після чого картинка зникає за титрами, які супроводжуються піснею «My Heart Will Go On» у виконанні Селін Діон.

## У ролях

### Художні персонажі
- Леонардо ДіКапріо — Джек Доусон. На цей час 22-річний ДіКапріо грає у фільмі Джека, 20-річного бідного юнака з Чиппева-Фоллс, штат Вісконсин, який подорожує світом, останнім часом був в Парижі. Він виграв два квитки на Титанік у покер і подорожує третім класом зі своїм другом Фабріціо. Джек бачить Розу на палубі, й вона приваблює його з першого погляду. Пізніше, коли вона намагається стрибнути з корми судна в океан, він переконує її не чинити самогубства, і це дозволить йому побути один вечір у колі пасажирів першого класу.
- Кейт Вінслет — Роза Дьюітт Б'юкейтер / Доусон. 22-річна Кейт Вінслет грає Розу, 17-річну дівчину з Філадельфії, яка змушена вийти заміж за 30-річного Кела Гоклі, оскільки це зможе зберегти їй та її матері Руф належність до вищого класу після смерті батька, який обклав їхню родину боргами. Роза перебуває на Титаніку з Келом і Руф як пасажир першого класу, де і знайомиться з Джеком.
- Біллі Зейн — Каледон (Кел) Натан Гоклі, 31-річний Зейн грає Кела, 30-річного нареченого Рози. Зарозумілий і снобістський спадкоємець сталеливарних заводів у Пітсбурзі. Він стає все збентеженішим, ревнивішим і жорстокішим до стосунків Рози з Джеком. Пізніше, під час Біржового краху 1929 року, збанкрутував і застрелився.
- Френсіс Фішер — Руф Дьюітт Б'юкейтер, овдовіла мати Рози, яка влаштовує заручини своєї дочки з Келом, щоб зберегти високе соціальне становище їхньої родини. Вона любить свою дочку, але вважає що соціальне становище є важливішим. Вона зневажає Джека, хоч той і врятував життя її дочки.
- Глорія Стюарт — Роза Доусон Келверт. Глорія Стюарт у фільмі грає Розу у віці 101 рік, від імені якої ведеться розповідь. Вона повідомляє Броку Лаветту про діамант «Серце Океану» після того, як той знайшов її портрет на затонулому Титаніку. На час знімання Стюарт було 86 років і вона накладала макіяж для того, аби виглядати ще старшою[8].
- Білл Пекстон — Брок Лаветт, мисливець за скарбами, який в теперішньому часі шукає діамант «Серце Океану» на затонулому Титаніку.
- Льюіс Ебернеті — Льюїс Бодін, помічник Брока Лаветта на судні Академік Мстислав Келдиш, оператор робота на батискафі Мир-2.
- Сьюзі Еміс — Ліззі Калверт, онука Рози, яка супроводжує її під час візиту до Лаветта.
- Денні Нуччі — Фабріціо де Россі, найкращий друг Джека, італієць, потрапив з ним на борт Титаніка після того як Джек виграв два квитки у покер.
- Девід Ворнер — Спайсер Лавджой, англійський камердинер і особистий охоронець Кела.
- Джейсон Баррі — Томас (Томмі) Райан, ірландський пасажир третього класу, який подружився з Джеком і Фабріціо.

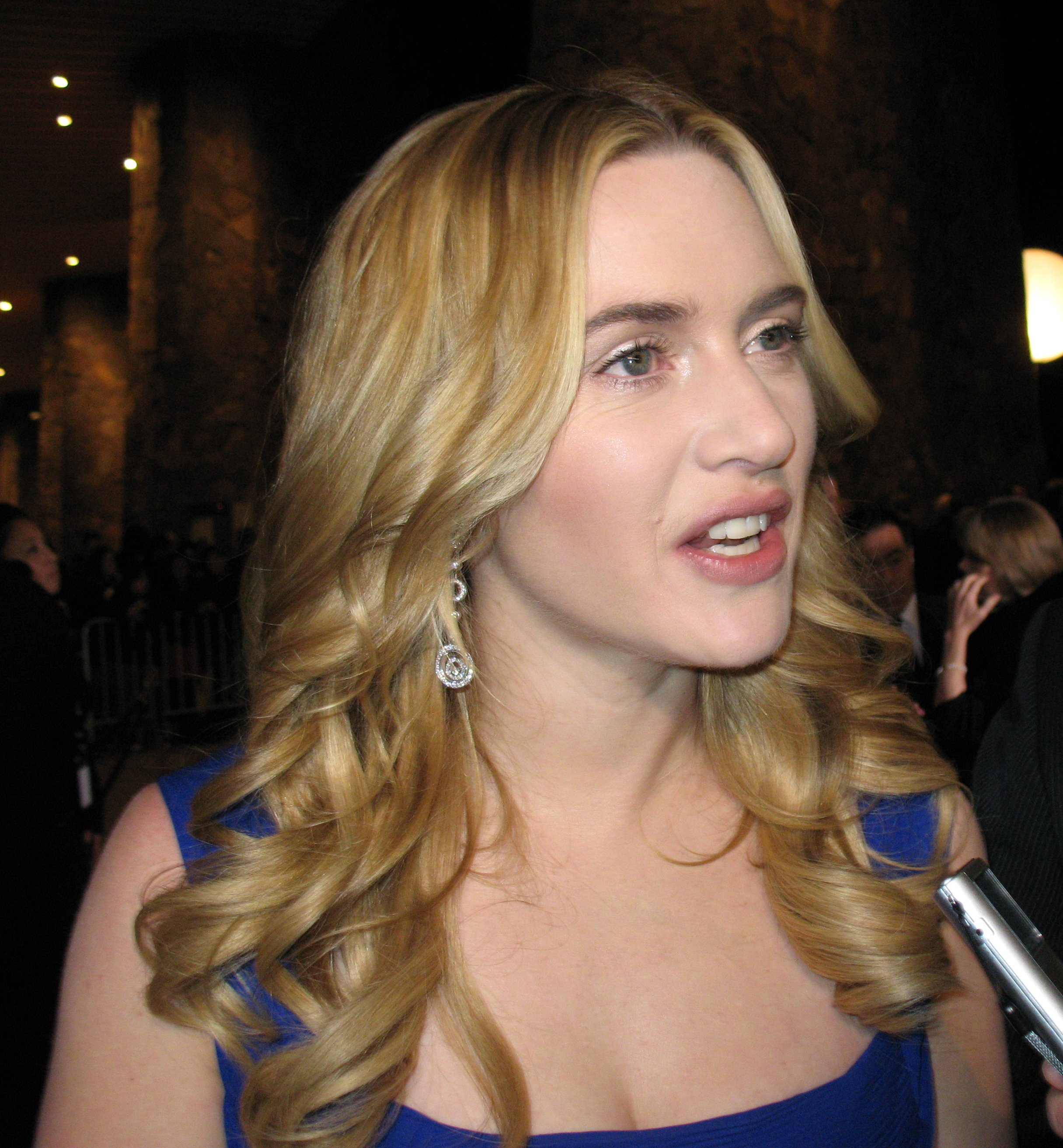
Кейт Вінслет, у ролі Рози Дьюітт Б'юкейтер
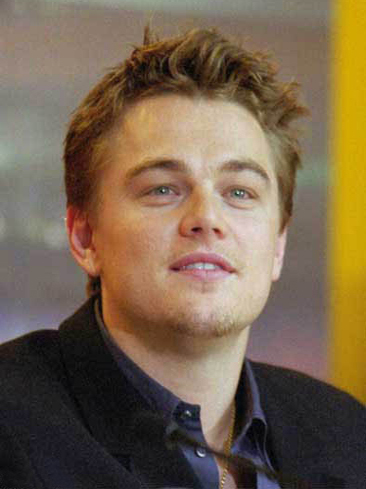
Леонардо ДіКапріо, у ролі Джека Доусона
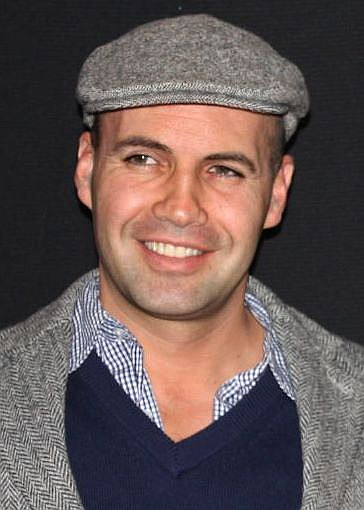
Біллі Зейн, у ролі Каледона (Кела) Натан Гоклі
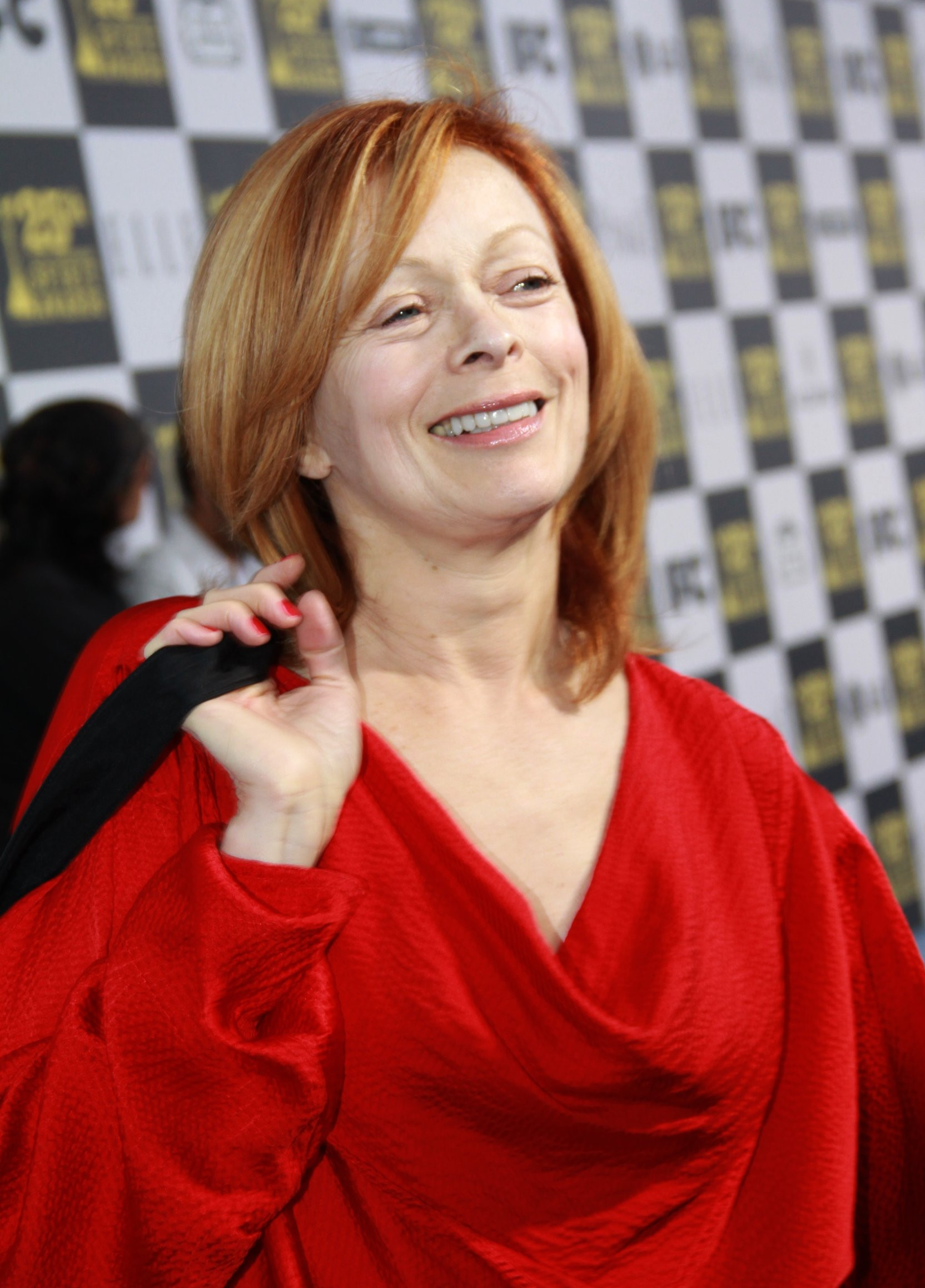
Френсіс Фішер, у ролі Руф Дьюітт Б'юкейтер

### Історичні персонажі
- Кеті Бейтс — Марґарет (Моллі) Браун. Інші жінки з першого класу вважають Моллі вульгарним «мішком із грошима» через її несподіване збагачення. Вона дружньо ставиться до Джека і надає йому смокінг (куплений для свого сина), коли його було запрошено на вечерю в ресторані першого класу. Моллі Браун отримала прізвисько «непотоплювана Моллі» через те що вона, за підтримки інших жінок, перехопила керування рятувальною шлюпкою #6 у квартирмейстера Роберта Гіченса і повернула її для врятування потопаючих.
- Віктор Ґарбер — Томас Ендрюс. Виконавчий директор компанії Harland and Wolff і конструктор Титаніка, Ендрюс зображується як дуже добрий і приємний чоловік, скромний щодо його великих досягнень. Після зіткнення, він намагається переконати інших, зокрема Ісмея, що за розрахунками корабель піде на дно. Під час загибелі лайнера він стоїть біля годинника в курильній залі першого класу, оплакуючи свою нездатність побудувати надійне та безпечне судно.
- Бернард Гілл — капітан Едвард Джон Сміт. Сміт збирався після цього рейсу піти на пенсію. Після зіткнення він дещо розгублюється і не може гідно організувати евакуацію, пізніше добровільно приймає смерть, зачинившись в капітанському містку.
- Джонатан Гайд — Джозеф Брюс Ісмей. У фільмі Ісмея зображено як багатого, неосвіченого чоловіка з першого класу. Він, користуючись своєю посадою виконавчого директора компанії White Star Line — власника корабля, намагається переконати капітана Сміта йти швидше з перспективою прибути до Нью-Йорка раніше запланованого, щоб привернути більшу увагу преси. Після зіткнення він розуміє, що його «непотоплюваний» корабель приречений, і потай сідає в рятувальну шлюпку.
- Ерік Браден — Джон Джейкоб Астор IV. Пасажир першого класу, якого Роза називає найбагатшою людиною на борту судна. У фільмі Астор з'являється разом зі своєю 18-річною дружиною Мадлен.
- Бернард Фокс — полковник Арчибальд Ґрейсі IV[en]. У фільмі Грейсі запам'ятався коментарем «жінки і техніка — речі несумісні». Він вітає Джека з врятуванням Рози від падіння з корабля, хоча й не знає, що то була спроба самогубства.
- Майкл Інсайн — Бенджамін Ґуґенгайм. Магнат, перебуває на Титаніку з коханкою мадам Обер у той час як родина чекає його вдома.
- Джонатан Еванс-Джонс — Воллес Хартлі[en]. Корабельний диригент і скрипаль, який зі своїми колегами грає на палубі музику, у той час як корабель тоне. Насамкінець, коли група вже розходиться, він починає грати Nearer, My God, to Thee.
- Еван Стюарт — перший офіцер Вільям Мердок. Офіцер поставлений на варту в ніч, коли корабель зіткнувся з айсбергом. Під час евакуації керував посадкою у рятувальні шлюпки і в паніці натовпу пристрелив Томі Райана, після чого через почуття власної провини наклав на себе руки.
- Джонатан Філліпс — другий офіцер Чарльз Лайтоллер. У фільмі Лайтоллер зауважує капітану Сміту, що буде важко побачити айсберги на «тихій» воді. Під час евакуації погрожує натовпу пістолетом, закликаючи зберігати порядок.
- Марк Ліндсей Чепман — старший офіцер Генрі Уайльд. Старший корабельний офіцер, який пропускає Кела з дитиною на руках у рятувальну шлюпку. Опинившись у воді після того як судно затонуло, він дме у свисток, закликаючи шлюпки на допомогу.
- Йоан Гріффідд — п'ятий офіцер Гарольд Лоу. Єдиний корабельний офіцер, який повернувся зі шлюпкою на пошуки тих, що вижили.
- Едвард Флетчер — шостий офіцер Джеймс Муді. У фільмі Муді можна побачити коли від пропускає на борт Титаніка Джека і Фабріціо за декілька хвилин до того як лайнер відчалює з порту Саутгемптон. Пізніше він відповідає на дзвінок вартових у воронячому гнізді про помічений айсберг.
- Джеймс Ланкастер — отець Томас Байлс[en]. Отець Байлс, католицький священик з Англії, який молиться і втішає пасажирів в останні хвилини їхнього життя.
- Лю Палтер та Ельза Рейвен — Ісідор Страус та Іда Страус. Ісідор, колишній власник мережі універмагів Macy's і колишній конгресмен від Нью-Йорка. Під час евакуації його дружині Іді пропонували місце в шлюпці, але вона відмовилась залишати свого чоловіка. Востаннє їх можна бачити на ліжку, де вони лежать в обіймах одне одного, а в цей час вода заповнює їхню каюту.
- Мартін Джарвіс — сер Козмо Даф-Ґордон[en]. Шотландський баронет, який урятувався в шлюпці № 1. Він і його дружина були серед 12 пасажирів у шлюпці, яка могла вмістити 40 осіб. Пізніше, під час розслідування катастрофи, його було звинувачено у підкупі членів екіпажу аби вони не повертали назад, щоб урятувати тих, хто опинився у воді.
- Розалінд Ейрс — Леді Дафф-Ґордон[en]. Всесвітньо відомий модельєр і дружина сера Козмо. Врятувалася разом зі своїм чоловіком у шлюпці № 1.
- Рошель Роуз — Ноель Леслі, графиня Ротес[en]. У фільмі показано, що вона товаришує із Келом і Руф Дьюітт Б'юкейтер.
- Скотт Дж. Андерсон — Фредерік Фліт. Вартовий у воронячому гнізді, який побачив айсберг.
- Мартін Іст — Реджинальд Лі[en]. Другий вартовий у воронячому гнізді.
- Пол Брайтвелл — Квартирмейстер Роберт Гіченс. Один з шести корабельних квартирмейстерів. Був за штурвалом корабля у момент зіткнення. Він керував шлюпкою № 6. Відмовлявся повертатися, щоб підібрати потопаючих, і тоді керування шлюпкою перехопила Марґарет (Моллі) Браун.
- Саймон Крейн — четвертий офіцер Джозеф Боксхолл. Офіцер, який відповідає за запуск сигнальних ракет і посадку пасажирів у шлюпки.
- Грегорі Кук — Джек Філліпс. Старший радист на борту Титаніка, якому капітан Сміт наказує посилати сигнал CQD.
- Крейг Келлі — Гарольд Брайд. Молодший радист на борту Титаніка, який повідомляє капітану Сміту, що на сигнал CQD відповіло лише судно Карпатія, і що воно прибуде через 4 години.
- Ліам Туохі — головний корабельний кухар Чарльз Джокін. Його можна побачити зверху перил на кормі корабля з Джеком і Розою, коли Титанік вертикально занурюється у воду, перед тим, як потрапити у воду, п'є з фляги. Йому вдалося вижити, його підібрала шлюпка. У свідченнях Британській слідчій комісії з розслідування причин катастрофи Титаніка, Чарльз Джокін заявляв, що після потрапляння у воду йому вдалося зберегти волосся на голові сухим. Також він зізнався, що не відчував холоду, найімовірніше, завдяки алкоголю, спожитому перед тим[9].
- Террі Форрестол — головний інженер Джозеф Белл. Белл і його команда працювали до останнього, щоб виробляти електроенергію для надсилання сигналів лиха. Всі вони загинули всередині Титаніка.
- Кевін Де Ла Ной — третій офіцер Герберт Пітман. Відповідальний за шлюпку № 5.

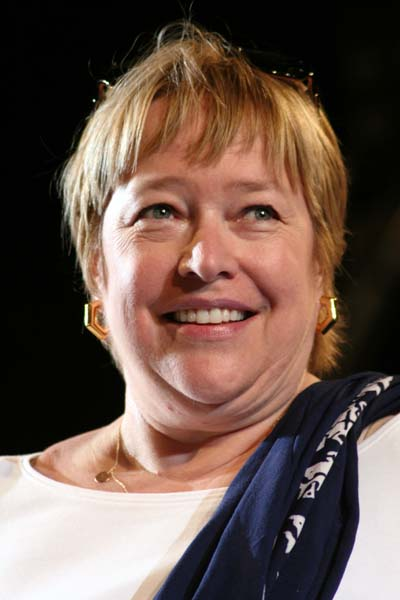
Кеті Бейтс, у ролі Марґарет (Моллі) Браун.
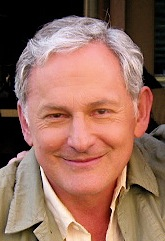
Віктор Ґарбер, у ролі Томаса Ендрюса.
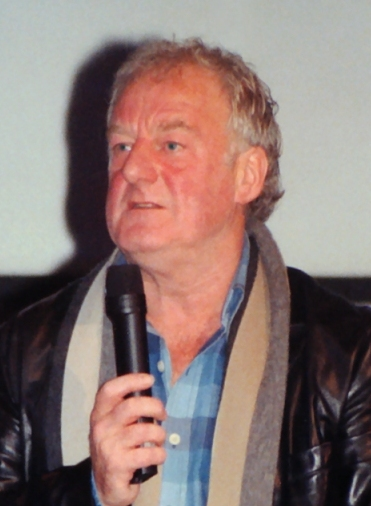
Бернард Гілл, у ролі Едварда Джона Сміта.
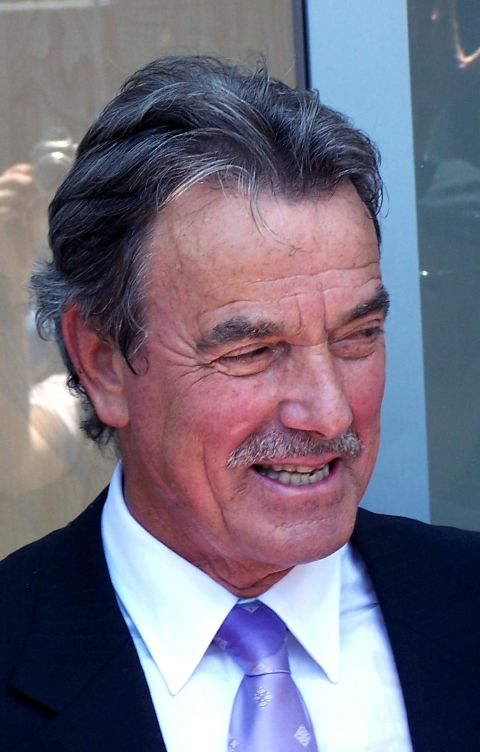
Ерік Браден, у ролі Джона Джейкоба Астора IV.

## Український дубляж
- Андрій Федінчик — Джек Доусон
- Юлія Перенчук — Роуз ДеВітт Букейтер
- Дмитро Лінартович — Кел Гоклі
- Василь Мазур — Капітан Сміт
- Михайло Кришталь — Мердок
- Микола Боклан — Брюс Ісмей
- Михайло Жонін — Томас Ендрюс
- Валентина Гришокіна — Стара Роуз
- Петро Сова — Чарльз Лайтоллер
- Ірина Яценко — Рут ДеВітт Букейтер
- Людмила Суслова — Моллі Браун

А також: Михайло Тишин, Юрій Висоцький, Сергій Солопай та інші.

### Інформація про дубляж
Фільм дубльовано студією «Постмодерн» на замовлення компанії «Ukrainian Film Distribution» у 2012 році.
- Режисер дубляжу — Костянтин Лінартович
- Асистент режисера — Лідія Сахарова
- Переклад та укладка тексту — Надії Бойван
- Звукорежисер — Максим Пономарчук
- Менеджер проєкту — Ірина Туловська
- Диктор — Андрій Мостренко

## Українське закадрове озвучення
Існує два варіанти багатоголосого закадрового озвучення фільму: студії «1+1» та телекомпанії «Новий канал».

### Багатоголосе закадрове озвучення студії«1+1»(2002)
Українською мовою фільм озвучено студією «1+1» у 2002 році.
- Ролі озвучували: Микола Козій, Олесь Гімбаржевський, Валентина Гришокіна, Олена Узлюк

### Багатоголосе закадрове озвучення телекомпанії«Новий канал»(2008)
Українською мовою фільм озвучено телекомпанією «Новий канал» у 2008 році.
- Переклад: Сергія SKA Ковальчука
- Ролі озвучували: Павло Скороходько, Михайло Жонін, Лідія Муращенко, Наталя Романько-Кисельова

## Знімальна група
- Режисер: Джеймс Камерон
- Сценарист: Джеймс Камерон

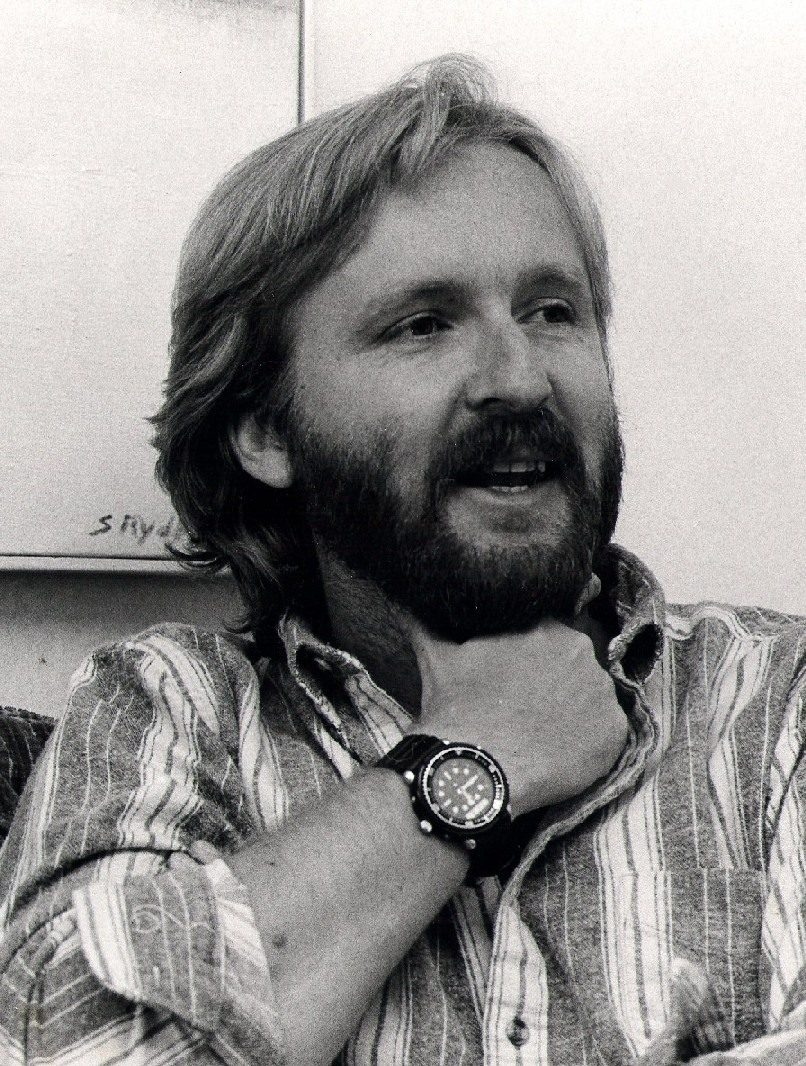
Джеймс Камерон у 1986

- Продюсери: Джеймс Камерон, Джон Ландау, Памела Іслі, Грант Хілл, Шарон Манн
- Композитори: Джеймс Горнер, Арчібальд Джойс, Вольфґанґ Амадей Моцарт, Пол Лінке, Фелікс Гун, Фред Фішер, Френсіс Попі, Жак Оффенбах, Йоганн Штраус
- Оператор: Рассел Карпентер
- Монтаж: Конрад Бафф IV, Джеймс Камерон, Річард А. Харріс
- Звук: Гері Райдстром, Том Джонсон, Гері Саммерс, Марк Улано
- Спецефекти: Роберт Легато, Марк А. Ласофф, Томас Л. Фішер, Майкл Канфер
- Підбір акторів: Малі Фінн
- Художники-постановники: Пітер Ламонт, Майкл Форд
- Декоратор: Майкл Форд
- Грим: Тіна Ерншоу, Грег Канном, Саймон Томпсон
- Художник по костюмах: Дебора Лінн Скотт

## Історія створення
Джеймс Камерон уперше замислився про можливу кінопостановку 1987 року, коли на телеканалі National Geographic подивився документальний фільм про лайнер Титанік. Але всерйоз взявся за підготовку сценарію для майбутнього фільму тоді, коли його найкращий друг Льюіс Ебернеті (який також знявся в фільмі у ролі Льюїса Бодіна) на день народження режисера подарував йому свою працю про Титанік. До 1994 року Камерон написав 167-сторінковий сценарій, а на початку 1995 року запропонував його кінокомпанії 20th Century Fox, яка виділила на стартові витрати 3 мільйони доларів. На студії Digital Domain, що належить Джеймсу Камерону, ще до початку знімання було створено комп'ютерну анімацію аварії корабля, яку згодом було використано у фільмі.
Щоб ближче познайомитися з головним об'єктом свого майбутнього фільму, Камерон у вересні 1995 року особисто здійснив 12 занурень до Титаніка на батискафах Мир-1 і Мир-2 з борту російського науково-дослідного судна Академік Мстислав Келдиш, також пізніше задіяного у фільмі. А брат режисера, Майкл, інженер за професією, розробив систему підводних камер для знімання екстер'єру та інтер'єру затонулого лайнера: під час кожного занурення знімання тривало лише по 15 хвилин через обмежену кількість плівки, яку вміщувала камера.
Вирішивши, що головною сценою, через яку глядачі підуть на фільм, буде катастрофа корабля, Джеймс Камерон запросив для створення спецефектів 17 студій. Провідною серед них стала Digital Domain, у котрій під керівництвом майбутнього лауреата премії Оскар Роберта Легата створювали візуальні ефекти до фільму.
Знімання фільму почали 16 вересня 1996 року, початковий бюджет тоді становив 110 мільйонів доларів. Для знімання фільму було збудовано нову студію на узбережжі міста Розаріто, Мексика, за 40 кілометрів на південь від державного кордону з США. У водах величезного басейну було споруджено макет корабля майже в натуральну величину. Фінальна модель створеного корабля сягала 231 метра в довжину, тоді як справжній лайнер був лише на 34 метри довший. Але попри грандіозний розмах декорацій, кількість повторюваних компонентів корабля (таких як вікна) було зменшено, а деякі деталі були змодельовані лише на 90 %. Також під час знімального процесу замість вертольотів було вирішено задіяти 50-метровий кран, поставлений на рейки. Усе було зроблено з метою зменшення витрат.
Під час знімання масових сцен актори були одягнені в костюми, обвішані датчиками для «захоплення руху». Творці фільму скористалися послугами лише сорока осіб. Під час знімання людей, що падають з корабля, використано змодельовану на комп'ютері воду. Це дозволило зробити зіткнення з нею драматичнішим. Для знімання сцени, де дельфіни пливуть перед кілем корабля, застосовували як дресованих ссавців, так і їх комп'ютерні моделі, яких створено та накладено на основний відеоряд студією Hammerhead Productions. А сам айсберг, з яким зіткнувся Титанік, було зроблено з піноутворювача, вкритого скловолокном і воском.
Знімання картини, яке тривало близько 7 місяців, закінчили 23 березня 1997 року. Проте вчасно підготувати фільм до виходу на екрани (який було призначено на липень того ж року) не вдалося. У Голлівуді почали поширюватися чутки про те, що з Титаніком може повторитися така ж ситуація, як і з фільмом Ворота раю (1980), тривалість якого свого часу довелося скоротити. Фінальний бюджет Титаніка зріс до 200 мільйонів доларів, що зробило його найдорожчим фільмом в історії (станом на 1997 рік). Дистриб'ютор 20th Century Fox для покриття величезних витрат був змушений запросити до співпраці іншу компанію — свого конкурента Paramount Pictures, внаслідок чого в Північній Америці прокатом опікувалася Paramount Pictures, а в решті світу — 20th Century Fox.
Представники Paramount Pictures, ознайомившись зі стрічкою Камерона, звернули увагу на занадто велику тривалість фільму (понад 3 години) і на неймовірні витрати на зйомки. У них виникли сумніви з приводу режисерських здібностей Камерона, який захищав свій фільм і попереджав, що зовсім не збирається скорочувати його тривалість — хоча були часи, коли він сам сумнівався в успіху Титаніка.

## Касові збори
Фільм Титанік мав феноменальний успіх у прокаті. Стрічка вийшла в прокат у США і Канаді 19 грудня 1997 і за перший день зібрала 8 658 814 доларів США, а за перший вік-енд — 28 638 131$. Надалі збори ще більше зросли і сягнули 124 152 693$ у Новий рік. Стрічка трималася на першій позиції в Північноамериканському бокс-офісі 15 тижнів поспіль, що є рекордом (Іншопланетянин (1982) протримався 16 тижнів, але не поспіль). У березні 1998 він став першим фільмом в історії, світові збори якого досягли 1 мільярда $ США. Фільм був у прокаті аж до 1 жовтня 1998 року. Загальні збори в США і Канаді сягнули 600,7 млн $, що становить приблизно третину від загальносвітових зборів. У світі картина зібрала 1,8 млрд доларів, ставши найкасовішим фільмом в історії (подвоївши попередній рекорд) і залишалася ним протягом дванадцяти років, поки 2010 року це досягнення не перевершив фільм Аватар, також знятий Камероном.
Нижче перелічено 10 країн із найбільшими зборами:
- США, Канада: 600 788 188 $ (32,6 % від загальносвітових зборів)
- Японія: 201 389 568 $
- Німеччина: 129 974 110 $
- Франція: 129 127 181 $
- Велика Британія: 114 063 718 $
- Бразилія: 70 460 123 $
- Італія: 67 953 353 $
- Іспанія: 44 103 989 $
- Китай: 43 928 666 $

…
Загалом: 1 843 201 268 $
В 2012 Титанік був перевиданий у 3D-форматі. Вартість конвертації склала 18 млн дол. Загалом фільм дозібрав 342 171 034 $, таким чином загальні збори фільму досягли 2 185 372 302 доларів США. Найуспішнішим перевидання було у Китаї, де було зібрано 105 млн $.

## Відгуки
Фільм зібрав загалом позитивні відгуки кінокритиків і простих глядачів. На сайті Rotten Tomatoes Титанік отримав рейтинг 88 % (161 оглядів) від кінокритиків і 69 % від простих відвідувачів сайту. На сайті Metacritic фільм також отримав досить непогану оцінку від кінокритиків (74 бали зі 100 на основі 34 оглядів) і від простих глядачів (7,7 з 10). Оцінка глядачів на сайті IMDB — 7,6 балів з 10. Відомий кінокритик Роджер Іберт оцінив фільм у 4 бали з 4 можливих і поставив Титанік у першу десятку найкращих фільмів 1997 року.

## Саундтрек
Саундтрек до фільму був написаний американським композитором Джеймсом Горнером і складається з двох альбомів.
Перший альбом Titanic: Music from the Motion Picture був виданий лейблом Sony Classical 18 листопада 1997. На хвилі величезного успіху фільму, альбом посів перші місця в чартах більше 15 держав, було продано понад 30 млн копій, потрапивши таким чином до найпродаваніших у світі альбомів. Альбом містить заголовну пісню My Heart Will Go On у виконанні Селін Діон, музику до якої написав Джеймс Горнер, а слова — американський автор пісень Вілл Дженнінгс. Пісня також мала колосальний успіх та стала хітом Селін Діон, одним з найпопулярніших за всю історію музики і світовим лідером продажів 1998 року. Пісня також отримала премії Оскар, Золотий глобус (як найкраща пісня до фільму) і кілька нагород премії Ґреммі. Вокальну партію до семи треків виконала норвезька співачка-сопрано Сіссель Ширшебо.
| Список треків | Список треків                                   | Список треків                             | Список треків |
| #             | Назва                                           | Автори / Виконавці                        | Тривалість    |
| ------------- | ----------------------------------------------- | ----------------------------------------- | ------------- |
| 1.            | «Never an Absolution»                           | Джеймс Горнер, Сіссель Ширшебо            | 3:03          |
| 2.            | «Distant Memories»                              | Джеймс Горнер                             | 2:23          |
| 3.            | «Southampton»                                   | Джеймс Горнер                             | 4:01          |
| 4.            | «Rose»                                          | Джеймс Горнер, Сіссель Ширшебо            | 2:52          |
| 5.            | «Leaving Port»                                  | Джеймс Горнер                             | 3:26          |
| 6.            | «Take Her to Sea, Mr. Murdoch»                  | Джеймс Горнер                             | 4:31          |
| 7.            | «Hard to Starboard»                             | Джеймс Горнер                             | 6:52          |
| 8.            | «Unable to Stay, Unwilling to Leave»            | Джеймс Горнер, Сіссель Ширшебо            | 3:56          |
| 9.            | «The Sinking»                                   | Джеймс Горнер                             | 5:05          |
| 10.           | «Death of Titanic»                              | Джеймс Горнер                             | 8:26          |
| 11.           | «A Promise Kept»                                | Джеймс Горнер, Сіссель Ширшебо            | 6:02          |
| 12.           | «A Life So Changed»                             | Джеймс Горнер, Сіссель Ширшебо            | 2:13          |
| 13.           | «An Ocean of Memories»                          | Джеймс Горнер, Сіссель Ширшебо            | 7:57          |
| 14.           | «My Heart Will Go On (Love Theme from Titanic)» | Джеймс Горнер, Вілл Дженнінгс, Селін Діон | 5:11          |
| 15.           | «Hymn to the Sea»                               | Джеймс Горнер, Сіссель Ширшебо            | 6:25          |
| 72:29         |                                                 |                                           |               |

Другий альбом Back to Titanic був виданий 25 серпня 1998. Він містить деякі невидані раніше записи, а також ремікс-версії треків з діалогами з фільму. Після успіху першого альбому Джеймс Горнер вирішив створити нову збірку, яка б безпосередньо представляла «душу» його музики до цього фільму. В альбом також був включений християнський хорал Nearer, My God, to Thee , який звучить у фільмі.
Back to Titanic хоч і не досяг успіху попереднього альбому, але все ж мав комерційний успіх, особливо зважаючи на те, що він вийшов за вісім місяців після фільму. Він досяг 2-го місяця в чарті Billboard 200 і отримав статус платинового в США з продажами більше 1 млн копій.
| Список треків | Список треків                              | Список треків      | Список треків |
| #             | Назва                                      | Автори / Виконавці | Тривалість    |
| ------------- | ------------------------------------------ | ------------------ | ------------- |
| 1.            | «Titanic Suite»                            | Джеймс Горнер      | 19:05         |
| 2.            | «An Irish Party in Third Class»            | Gaelic Storm       | 3:48          |
| 3.            | «Alexander's Ragtime Band»                 | I Salonisti        | 2:31          |
| 4.            | «The Portrait»                             | Джеймс Горнер      | 4:44          |
| 5.            | «Jack Dawson's Luck»                       | Джеймс Горнер      | 5:39          |
| 6.            | «A Building Panic»                         | Джеймс Горнер      | 8:09          |
| 7.            | «Nearer My God to Thee»                    | I Salonisti        | 2:51          |
| 8.            | «Come Josephine, in My Flying Machine»     | Мойя Бреннан       | 3:33          |
| 9.            | «Lament»                                   | Джеймс Горнер      | 4:37          |
| 10.           | «A Shore Never Reached»                    | Джеймс Горнер      | 4:27          |
| 11.           | «My Heart Will Go On» (Ремікс з діалогами) | Селін Діон         | 4:43          |
| 12.           | «Nearer My God to Thee»                    | Eileen Ivers       | 2:23          |
| 13.           | «Epilogue – The Deep and Timeless Sea»     | Джеймс Горнер      | 12:38         |
| 79:05         |                                            |                    |               |

## Нагороди
Загалом фільм Титанік здобув 91 нагороду та ще 50 номінацій залишилися без нагород. На премію Оскар фільм було висунуто у 14 номінаціях, в 11 з яких переміг. Титанік є рекордсменом за кількістю отриманих Оскарів разом із такими фільмами як Бен-Гур (1959) та Володар перснів: Повернення короля (2003), а також є рекордсменом за кількістю номінацій на Оскар разом із фільмом Все про Єву (1950). Нижче перелічено найважливіші нагороди.
| Оскар 1998 - Найкращий фільм: Джеймс Камерон, Джон Ландау - Найкраща режисерська робота: Джеймс Камерон - Найкраща музика до фільму: Джеймс Горнер - Найкраща пісня до фільму: My Heart Will Go On у виконанні Селін Діон - Найкращий монтаж: Конрад Бафф IV, Джеймс Камерон, Річард А. Харріс - Найкращі спецефекти: Роберт Легато, Марк А. Ласофф, Томас Л. Фішер, Майкл Канфер - Найкращий звук: Гері Райдстром, Том Джонсон, Гері Саммерс, Марк Улано - Найкращий дизайн костюмів: Дебора Лінн Скотт - Найкращий оператор: Рассел Карпентер - Найкращий художник-постановник: Пітер Ламонт, Майкл Форд - Найкращий звуковий монтаж: Гері Райдстром, Том Джонсон, Гері Саммерс, Марк Улано - номінації: - Найкращий грим: Тіна Ерншоу, Грег Канном, Саймон Томпсон - Найкраща жіноча роль: Кейт Вінслет - Найкраща жіноча роль другого плану: Глорія Стюарт Золотий глобус 1998 - Найкращий фільм — драма: Джеймс Камерон, Джон Ландау - Найкращий режисер: Джеймс Камерон - Найкраща музика до фільму: Джеймс Горнер - Найкраща пісня до фільму: My Heart Will Go On у виконанні Селін Діон - номінації: - Найкраща чоловіча роль (драма): Леонардо ДіКапріо - Найкраща жіноча роль (драма): Кейт Вінслет - Найкраща жіноча роль другого плану: Глорія Стюарт - Найкращий сценарій: Джеймс Камерон Премія Гільдії кіноакторів США 1998 - Найкраща жіноча роль другого плану: Глорія Стюарт - номінації: - Найкращий акторський склад - Найкраща жіноча роль: Кейт Вінслет | BAFTA 1998 - номінації: - Найкращий фільм: Джеймс Камерон, Джон Ландау - Найкращий оператор: Рассел Карпентер - Найкращий дизайн костюмів: Дебора Лінн Скотт - Найкращий монтаж: Конрад Бафф IV, Джеймс Камерон, Річард А. Харріс - Найкращий грим: Тіна Ерншоу, Грег Канном, Саймон Томпсон - Найкращий художник-постановник: Пітер Ламонт, Майкл Форд - Найкращий звук: Гері Райдстром, Том Джонсон, Гері Саммерс, Марк Улано - Найкращі спецефекти: Роберт Легато, Марк А. Ласофф, Томас Л. Фішер, Майкл Канфер MTV Movie Awards 1998 - Найкращий фільм: Джеймс Камерон, Джон Ландау - Найкраща чоловіча роль: Леонардо ДіКапріо - номінації: - Найкраща екшн-сцена (за сцену, де корабель йде під воду) - Найкраща жіноча роль: Кейт Вінслет - Найкращий поцілунок: Леонардо ДіКапріо & Кейт Вінслет - Найкраща пісня до фільму: My Heart Will Go On у виконанні Селін Діон - Найкращий кінодует: Леонардо ДіКапріо & Кейт Вінслет - Найкращий лиходій: Біллі Зейн Премія Сезар 1999 - номінації: - Найкращий фільм на іноземній мові Премія Ґреммі 1999 - Запис року: My Heart Will Go On - Пісня року: My Heart Will Go On - Найкраща пісня написана для фільму: My Heart Will Go On - Найкраще жіноче вокальне поп виконання: Селін Діон Brit Awards 1999 - Найкращий саундтрек |

## Конвертація у 3D і перевидання
Джеймс Камерон замислився про конвертацію картини в 3D ще 2005 року, однак тоді в усьому світі було не більше 85 цифрових екранів. 24 липня 2009 року Джеймс Камерон, представляючи на фестивалі San Diego Comic-Con International свою стрічку Аватар, оголосив, що має намір перевести Титанік (на той час — найуспішніший фільм усіх часів) у 3D-формат. Вартість конвертації становила 18 млн $, а робота тривала близько 60 тижнів — більше, ніж власне зйомки. Зміни торкнулися лише технічної частини, не було змінено жодного кадру, окрім зоряного неба в одній з фінальних сцен (де Роуз, героїня Кейт Вінслет, лежить на дошці посеред океану й дивиться на небо), яке в оригінальній версії, не відповідало тому, що насправді могли бачити пасажири Титаніка в ніч на 15 квітня 1912 року. Світова прем'єра 3D-версії відбулася 28 березня 2012 в Лондоні, у широкий прокат фільм вийшов 4 квітня, в Україні — 5 квітня. Перевидання Титаніка було присвячено 100-й річниці загибелі легендарного британського лайнера.
Картина повернула гроші, витрачені на конвертацію у 3D. За перший прокатний тиждень вона зібрала 35 млн $. За даними кінокомпанії Fox, в перший прокатний вік-енд фільм здобув першість у прокаті Великої Британії, Німеччини, Італії, Австрії та Швеції. Загалом Титанік у 3D-релізі зібрав 342 млн $, таким чином загальні збори фільму досягли 2,1 мільярда доларів США.